# Bezljuskaši
Bezljuskaši (lat. Anostraca), red rakova iz razreda škrgonosaca.
Većina vrsta su malenih dimenzija, ispod jednog centimetra, ali nekoliko vrsta su predatori drugih bezljuskaša koji narastu preko 15 cm. Prilagodili su se životu na povremenim vodenim staništima kao što su lokve, jezerca i drugo, gdje njihova jaja mogu preživjeti presušivanje koje može trajati i nekoliko godina i zatim se izleći nakon što lokva bude 30 sati ispunjena kišnicom. Neka jaja ovih vrsta bit će vijabilna tek ako prođu nekoliko vlažnih i sušnih razdoblja, što im daje sigurnost da će lokva trajati dovoljno dugo za ciklus razmnožavanja.
Tijelo im se sastoji od jasno odvojenih glave, prsa (11 članaka; rijetko 17 - 19) i zadka. Glava se satoji od dva dijela, prvi s antenamama (ticalima) i očima, i drugi dio od gornje i donje čeljusti. Karapaksa nemaju, a nožice koriste i za hranjenje i za plivanje.
Bezljuskašima odgovara i slatka i bočata voda, dok ih u morima nema.

## Porodica
1. Artemiidae
2. Branchinectidae
3. Branchipodidae
4. Chirocephalidae
5. Parartemiidae
6. Streptocephalidae
7. Tanymastigiidae
8. Thamnocephalidae